# Filip Novák
Filip Novák (Přerov, 26 de junho de 1990), é um futebolista checo que atua como lateral-esquerdo. Atualmente, joga pelo Jablonec da República Tcheca.

## Carreira
Novák começou a carreira no Zlín em 2009.
No dia 6 de agosto de 2020 foi anunciado oficialmente pelo Fenerbahçe.

## Seleção
Novák  fez a sua estreia pela Seleção Checa de Futebol em 31 de março de 2015, em um amistoso contra Eslováquia.